# Gedhun Choekyi
Gedhun Choekyi Nyima (in tibetano: དགེ་འདུན་ཆོས་ཀྱི་ཉི་མ།།) (Lhari, 25 aprile 1989 – ...) è stato riconosciuto come l'undicesimo Panchen Lama, seconda maggiore carica del buddhismo tibetano.
L'attuale Dalai Lama, Tenzin Gyatso lo elevò allo stato di Panchen Lama il 14 maggio 1995, ma subito dopo la Repubblica Popolare Cinese rapì il bambino e lo sostituì con un nuovo Panchen Lama scelto dal governo di Pechino: Qoigyijabu, proveniente da una famiglia cinese e figlio di genitori iscritti al Partito Comunista Cinese. A distanza di quasi trent'anni da questi eventi, il piccolo Gedhun Choekyi Nyima non è più stato visto in pubblico e le sue sorti rimangono tutt'al più sconosciute.

## La ricerca del Panchen Lama

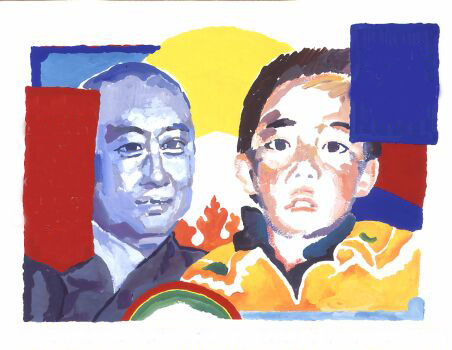
X - XI Panchen Lama, Claude-Max Lochu

Gedhun Choekyi Nyima nacque nella città di Lhari vicino a Lhasa in Tibet. Dopo la prematura morte del decimo Panchen Lama nel 1989 iniziarono le ricerche per individuare la sua reincarnazione. Chadrel Rinpoche, il capo della delegazione di ricerca per il nuovo Panchen Lama, fu abile nel trovare velocemente Gedhun Choekyi Nyima e ne comunicò la notizia al Dalai Lama. Tuttavia, quando il Dalai Lama annunciò al mondo l'avvenuto ritrovamento della reincarnazione del Panchen Lama, le autorità cinesi arrestarono immediatamente Chadrel Rinpoche e lo sostituirono con Sengchen Lobsang Gyaltsen, un oppositore del Dalai Lama e del defunto Panchen Lama, incaricandolo di creare una nuova commissione di ricerca per individuare un altro Panchen Lama. Fu così compilata una lista di possibili Panchen Lama (dalla quale fu escluso il nome di Gedhun Choekyi Nyima, definito come candidato "illegale e non valido"). Qualche mese dopo, l'11 novembre 1995 fu insediato un Panchen Lama scelto dal governo cinese, il giovane Gyancain Norbu.

## La scomparsa e la presunta morte
Ancora oggi, a quasi trent'anni dalla sua scomparsa, nessuno sa dove si trovi il legittimo Panchen Lama, Gedhun Choekyi Nyima, che è da molti ritenuto il più giovane prigioniero politico della storia. L'ambasciatore cinese alle Nazioni Unite, nel maggio del 1996, disse che "(Gedhun) era stato messo sotto la protezione del governo sotto richiesta dei suoi genitori". Le autorità cinesi affermano che è un "perfetto ragazzo ordinario, alto 165 cm", in "uno stato di eccellente salute", e che i suoi genitori "non vogliono essere disturbati", ma si rifiutano di dare qualsiasi altra indicazione che possa portare ad un suo eventuale ritrovamento.
Nell'aprile 2009 il giornalista giapponese Yoichi Shimatsu rivelò a una tavola rotonda sulla questione tibetana, tenutasi alla Qīnghuá Dàxué di Pechino, che il Panchen lama era deceduto anni prima, di cancro o leucemia.